# Bogusław Karbownicki

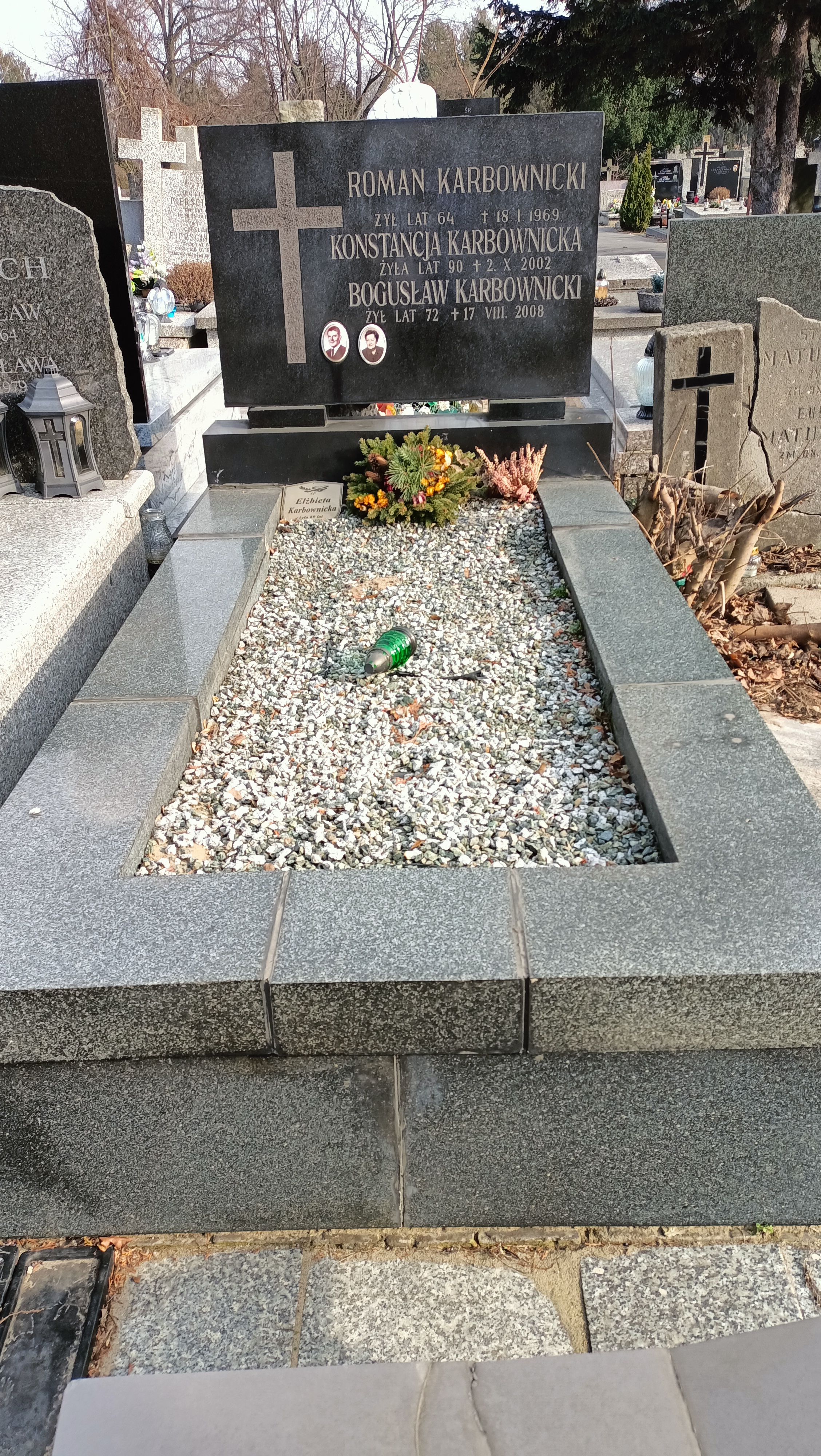
Grób Bogusława Karbownickiego na cmentarzu Bródnowskim w Warszawie

Bogusław Karbownicki (ur. 28 stycznia 1936 – zm. 17 sierpnia 2008) – koszykarz Polonii Warszawa.
Przez całą karierę w latach 1951-1965 był zawodnikiem Polonii Warszawa. W sezonie 1958-1959 zdobył mistrzostwo kraju w koszykówce będąc trzecim najskuteczniejszym zawodnikiem zespołu (233 punkty w 22 meczach). Został pochowany na Cmentarzu Bródnowskim w Warszawie.